# Dead of Summer
Dead of Summer ist eine US-amerikanische Fernsehserie, die ab dem 28. Juni 2016 auf Freeform ausgestrahlt wurde. Sie spielt in den 1980ern und wurde von Adam Horowitz, Edward Kitsis und Ian Goldberg entwickelt.

## Produktion
Die erste Staffel von Dead of Summer wurde am 18. November 2015 bestellt. Die Serie wurde von Edward Kitsis und Adam Horowitz erdacht, die bereits zusammen die Serie Once Upon a Time – Es war einmal … schufen. Weiterhin inszenierte Horowitz als Regisseur die erste Episode. Im Februar 2016 wurde bestätigt, dass Elizabeth Mitchell und Elizabeth Lail, die bereits in Lost und Once Upon a Time mitspielten, die Hauptrollen der Serie übernehmen. Die Dreharbeiten für Dead of Summer begannen am 21. März 2016 in Vancouver. Im April 2016 wurde der 28. Juni 2016 als Datum der Premiere der Serie genannt.

## Besetzung
| Rollenname              | Schauspieler/in    |
| ----------------------- | ------------------ |
| Deb Carpenter           | Elizabeth Mitchell |
| Amy Hughes              | Elizabeth Lail     |
| Drew Reeves             | Zelda Williams     |
| Blair Ramos             | Mark Indelicato    |
| Deputy Garrett Sykes    | Alberto Frezza     |
| Joel Goodson            | Eli Goree          |
| Alex Powell             | Ronen Rubinstein   |
| Carolina „Cricket“ Diaz | Amber Coney        |
| Jessie Tyler            | Paulina Singer     |